# Thomas Hickling
Thomas Hickling (Boston, 21 de Fevereiro de 1745 — Ponta Delgada, 1834) foi um abastado comerciante norte-americano, vice-cônsul dos Estados Unidos (1795-1834) para as ilhas de São Miguel e de Santa Maria e um dos grandes impulsionadores do comércio da laranja dos Açores para a Grã-Bretanha (que esteve na origem de um do período de grande prosperidade nas ilhas – o ciclo da laranja).

## Biografia
Construiu o palacete onde hoje funciona o Hotel São Pedro (em Ponta Delgada) e foi um dos pioneiros do desenvolvimento do termalismo no Vale das Furnas (ilha de São Miguel), onde construiu o Yankee Hall, núcleo inicial do actual  Parque Terra Nostra.
Deixou numerosa descendência, entre a qual se conta William Hickling Prescott (historiador americano), Roberto Ivens (oficial da Armada e explorador de África), Guilherme Ivens Ferraz (oficial da armada que se distinguiu nas campanhas coloniais de António Enes a ponto de ser condecorado com a Ordem da Torre e Espada) e Artur Ivens Ferraz (general, várias vezes ministro e presidente do conselho de ministros num dos governo da ditadura militar que se seguiu ao 28 de Maio de 1926).
Thomas Hickling casou em 1764, aos 19 anos, com Emily Green, de quem teve dois filhos: William e Catherine. Sendo Thomas Hickling partidário da revolução independentista americana, entrou em colisão com as opiniões lealistas do pai, William Hickling, que, temendo que o jovem viesse a ser preso e a colocar toda a família em posição difícil, o terá enviado para Ponta Delgada como delegado comercial no âmbito da nascente expansão do comércio marítimo da Nova Inglaterra. Partiu em 1769, deixando a mulher e os dois filhos em Boston.
Em 1778, após a morte da primeira mulher, que nunca mais voltara a ver, casou com Sarah Faulder, uma jovem de Filadélfia que, com os pais, arribara à ilha de São Miguel após um naufrágio.
Foi um dos pioneiros na cultura e comércio da laranja que dos Açores exportava para a Grã-Bretanha e o Báltico, aproveitando o chamado ciclo da laranja que floresceu nos Açores no último quartel do século XVIII e primeira metade do século XIX. Fez fortuna, tornando-se rapidamente num dos homens mais ricos do seu tempo nos Açores.
Em 1795, foi nomeado por Thomas Jefferson, então Secretário de Estado, vice-cônsul dos Estados Unidos (cargo que o filho continuou), iniciando a mais antiga representação diplomática americana em funcionamento contínuo em todo o mundo. Posteriormente foi também nomeado cônsul da Rússia.
Para além dos filhos que deixou em Boston, Thomas Hickling teve larga descendência (contam-lhe 16 filhos)[carece de fontes?] na ilha de São Miguel.
A sua filha Elisabeth casou com William Ivens, um inglês chegado aos Açores em circunstâncias rocambolescas. Elisabeth morreu em 1832, e a sua irmã Mary Anne casou com William Ivens em 1833,[carece de fontes?] sendo avó do explorador Roberto Ivens e bisavó do general Artur Ivens Ferraz, que chegou a presidente do conselho de ministros na sequência do golpe militar de 28 de Maio de 1926, e do herói naval Guilherme Ivens Ferraz.
Outra das suas filhas, Harriet Hickling, casou com John White Webster, médico e professor de química do Harvard Medical College de Boston, autor de uma excelente monografia sobre a geologia da ilha de São Miguel, um trabalho pioneiro que ainda mantém interesse. O professor Webster ficou célebre pela pior das razões: foi condenado à morte e enforcado pelo assassinato de um colega nas instalações de Harvard. Harriet voltou para São Miguel após a execução do marido, estabelecendo laços estreitos com a família Dabney estabelecida no Faial.
A filha do primeiro casamento de Thomas Hickling, Catherine, visitou em 1786 a ilha de São Miguel, para conhecer o pai, uma vez que ficara a viver com os nos Estados Unidos. O pai tentou casá-la na melhor sociedade local (com Inácio José de Sousa Coutinho, filho do capitão-mor da ilha de Santa Maria), mas durante o namoro, que Catherine conta num diário publicado na Insulana (vol. XLIX ,1993), o pretendente foi assassinado (um escândalo que envolveu as melhores famílias da ilha, veja-se o Arquivo dos Açores, Vol. XV, pág. 99; e Insulana, Vol. XII, pág. 119). Gorado o intento, Catherine Hickling acabou por regressar a Boston, onde casou com o juiz William Prescott e foi mãe do famoso historiador americano William Hickling Prescott, que em 1815-1816 visitou o avô em S. Miguel para tentar restabelecer-se de uma grave doença oftálmica que o afectou.
Com gosto requintado, investiu na construção de várias moradias, a mais conhecida das quais é o palacete de estilo inglês (georgiano colonial começado a construir em 1812) fronteiro à igreja de São Pedro em Ponta Delgada onde hoje funciona o Hotel São Pedro. Este palacete foi consulado americano e, durante a presença de forças navais americanas em Ponta Delgada no decurso da I Guerra Mundial, esteve ali instalado o Almirantado Americano e a residência oficial do seu comandante, o contra-almirante Herbert Owar Dunn, que deu o nome ao largo fronteiro.
Nas Furnas construiu uma residência de verão, rodeada por um largo jardim (hoje o parque Terra Nostra).
A sua residência principal foi a da Quinta da Glória, em Rosto de Cão, actual Livramento. Construída por volta de 1802, para ela mandou vir mestres dos Estados Unidos que colaboraram com artesãos locais. Tinha um dos mais bonitos jardins de S. Miguel, hoje totalmente desaparecido, e apesar da degradação e abandono a que está votada, continua a ser, ainda hoje, um magnífico exemplar de arquitectura civil pela beleza, funcionalidade e qualidade de construção.
Nunca mais voltou aos Estados Unidos. Thomas Hickling faleceu em 1834 e está enterrado no Cemitério dos Ingleses de Ponta Delgada, deixando numerosa descendência nos Açores, Portugal, Estados Unidos e África do Sul.

## OYankee Halle o Parque Terra Nostra
O comércio da laranja levou Thomas Hickling ao vale das Furnas. Impressionado pela beleza do local e pelo potencial das águas termais que ali abundam, desde 1770 (o seu nome a esta data foram por ele gravados numa rocha ainda hoje existente junto aos geysers das Caldeiras) que se empenhou no desenvolvimento daquele vale como estância de termal, de veraneio e lazer.
No início do século XIX construiu no centro do vale, nas margens da ribeira de água quente férrea ali existente, um pavilhão, jardim e tanque de água férrea a que chamou “Yankee Hall", pequena construção inspirada no Trianon. São desse tempo vários exemplares de araucária, de tulipeiro e sequóia que formam o núcleo antigo do actual parque Terra Nostra, hoje anexo ao Hotel art déco (construído em 1935 mas totalmente reconstruído em 1997) com o mesmo nome.
A partir de 1842 a propriedade passou a pertencer ao visconde da Praia, que, com o filho, o 1.º Marquês da Praia, iniciou a ampliação e melhoramento do parque e construiu a actual Casa do Parque no lugar do original Yankee Hall. Nessa casa foi recebido o rei D. Carlos aquando da visita que fez aos Açores em 1901.
A partir daí, sob a gestão da família (e grupo) Bensaúde, o Hotel e o Parque têm vindo a sofrer várias intervenções, sendo muito popular pelos banhos nas águas férreas da piscina do Parque, pela vegetação deslumbrante e exótica que hoje povoa os jardins e bosques anexos e pelo ‘’cozido’’ confeccionado no solo fervente junto à lagoa (a panela com os ingredientes é enterrada na lama quente, onde lentamente coze).